# Kundisari
Kundisari is een bestuurslaag in het regentschap Temanggung van de provincie Midden-Java, Indonesië. Kundisari telt 4672 inwoners (volkstelling 2010).